# Accuracy International AS50
AS50 е най-новото изобретение и е първата полуавтоматична снайперска пушка, създадена от британската оръжейна компания „Accuracy International“.
Употребява се от специалните военни части на Великобритания, Ирландия и американските „морски тюлени“. Тази снайперска пушка позволява на стрелецът да поразява цели на много голямо разстояние, с висока точност и възможност за бърза стрелба при слаб откат. Оръжието се транспортира лесно, издръжливо е на различни условия, има ергономична форма и е изключително удобно за употреба.
Снайперската пушка, използва стандартни .50 BMG, запалителни, HE (Високо Експлозивни) и други версии боеприпаси, със способност да пробива бетон, стомана и други твърди материали. Върху пушката са монтирани специални рами за различни приспособления като оптически мерници за дневно/нощно виждане, устройство за лазерен прицел и др. Пушката притежава стойка близо до цевта и приклада. Системата за намаляване на отката (много по-малък от този на еквивалента на AS50 с ръчно действие на затвора, AW50), както и дулната спирачка, позволяват бърза стрелба, с малка загуба на точност. Това прави AS50 идеална снайперска винтовка за специалните части.